# Gonnersdorf (Neunburg vorm Wald)

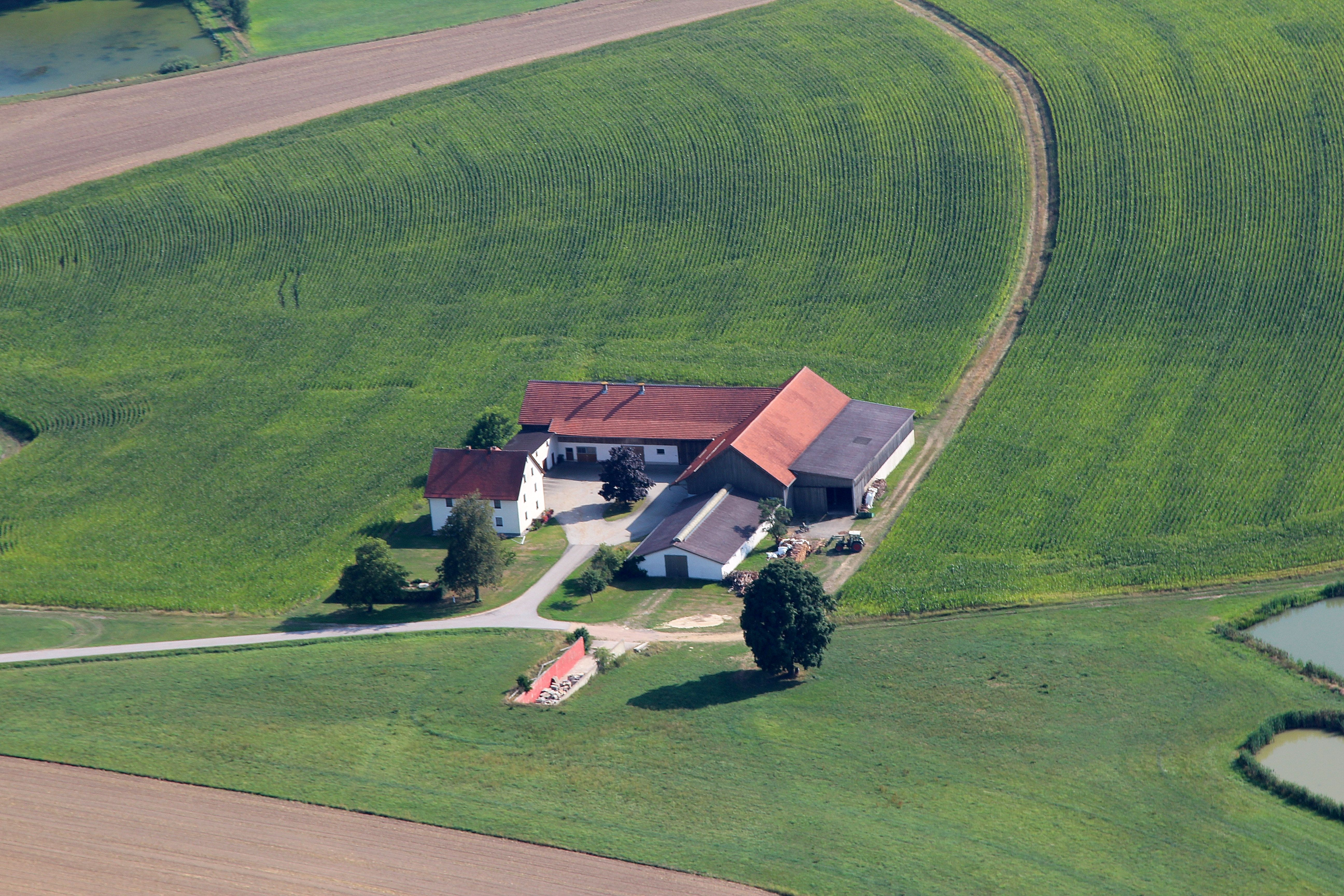
Gonnersdorf (2013)

Gonnersdorf ist ein Ortsteil der Stadt Neunburg vorm Wald im Landkreis Schwandorf in Bayern.

## Geographie
Gonnersdorf liegt circa fünf Kilometer südwestlich von Neunburg vorm Wald in der Nähe der ehemaligen Bahnstrecke Bodenwöhr–Rötz und der Staatsstraße 2398, die Neunburg mit Bodenwöhr und der B 85 verbindet.

## Geschichte
Am 31. Dezember 1990 hatte Gonnersdorf fünf Einwohner und gehörte zur Pfarrei Penting.